# Uljana Semjonova
Uljana Semjonova (lettisk: Uļjana Semjonova, russisk: Ульяна Ларионовна Семёнова tr. Uljana Larionovna Semjonova ; født 9. marts 1952 i Medumi i Lettiske SSR) er en pensioneret sovjetisk og lettisk basketballspiller.
Med en højde på 2,13 meter var Semjonova den ledende kvindelige basketballspiller i verden i 1970'erne og 1980'erne. Semjonova brugte størrelse 54 i sko, hvilket hun var kendt for. Under hele sin spillerkarriere spillede Semjonova for basketballklubben TTT Riga, som var en del af Daugava Frivilliges Sportsforening. Med TTT vandt hun 15 sovjetiske mesterskaber samt EM i basketball 15 gange. Semjonova var meget dominerende i international sammenhæng, hvor hun var med til at vinde olympisk guld med det sovjetiske landshold i både 1976 og 1980, og hun oplevede ikke at tabe en kamp under internationale turneringer.
Hun tildeltes Arbejdets Røde Banner Orden i 1976, Leninordenen i 1985 og siden den 12. april 1995 er Uljana Semjonova Officer af Trestjerneordenen. I 1993 blev Semjonova som den første ikke-amerikanske kvinde optaget i Basketball Hall of Fame. Hun var konstituerende medlem af Women's Basketball Hall of Fame i klassen af 1999. I 2007 blev hun nedfældet i FIBA Hall of Fame.